# Jean Kahn (juriste)
Pour les articles homonymes, voir Jean Kahn et Kahn.
Jean Kahn, né le 25 juin 1922 à Paris et mort le 28 septembre 2006 dans la même ville, est un juriste français.

## Biographie
Licencié de droit, il entre, en 1941, dans la Résistance (avec son père, Robert, et son frère, Pierre — tous trois médaillés de la Résistance —, fils et petit-fils de Jacques Kahn), puis quitte la France, via les Pyrénées et la prison de Lérida, d’où il gagne le Maroc, où il s’engage dans l’armée française, d’où il part pour l’Angleterre, en 1943, où il entre dans la RAF (Royal Air Force), où, navigateur, il est embarqué dans un bombardier des groupes lourds français du Bomber Command, où il est chef d’équipage, à l’âge de 22 ans.
Après la guerre, Jean Kahn entre en 1946 au Conseil d’État, où il fait une grande partie de sa carrière (jusqu’à la présidence de la section de l’intérieur), après y avoir été commissaire du gouvernement de 1954 à 1972, ainsi qu’au Tribunal des conflits (entre autres exemples, T.C., 15 janvier 1968, Compagnie Air France c/ Époux Barbier, no 01908, lequel relève le caractère réglementaire (administratif) de certaines dispositions prises par des services publics industriels et commerciaux — ce qui permit aux hôtesses de l’air de la Cie « Air France », de se marier, ce qui leur était interdit auparavant : cette décision est la « quintessence » de la jurisprudence administrative, selon l’expression de Pierre Delvolvé).
Pendant le second mandat de François Mitterrand, il est l’un de ses chargés de mission, responsable notamment des questions constitutionnelles à l’Élysée. Il est aussi, de 1991 à 1999, secrétaire général de la Fondation France Libertés. De 2001 à 2003, il préside l’Institut François-Mitterrand. En 2005, il fait partie d’un groupe de juristes signataires d’un appel à l’opposition au traité constitutionnel européen, dit « Appel des « Vingt-Trois », avec, entre autres, l’ancien garde des sceaux Jean Foyer. Dans ce texte, des juristes et universitaires, principalement, lancent un appel pour le « non » au referendum du 29 mai sur la « constitution de l’Europe », voyant pour « les peuples des États d’Europe une perte de leur souveraineté au profit d’instances technocratiques ». Il signe, un peu plus tard, un autre manifeste.

## Distinction
- Médaille de la Résistance française (décret du 31 mars 1947)[9]